# История разных славенских народов найпаче болгар, хорватов и сербов
„История разных славенских народов найпаче болгар, хорватов и сербов“ е четиритомен труд за историята на южните славяни, написан от Йован Раич – сръбски историк и богослов от български произход (по баща).
Книгата е издадена на два пъти – през 1794 година във Виена и през 1823 година в Будин. Нейният втори том включва обширна за времето си история на българите. Атанас Нескович преработва тази част от труда на Раич и я отпечатва под заглавието „История на славеноболгарског народа“ (1801); неговата преработка е преиздадена по-късно от Петър Сапунов (1844).